# Ourea occidentalis
Espèce
Ourea occidentalis est une espèce d'araignées aranéomorphes de la famille des Salticidae.

## Répartition
Cette espèce est endémique de l'île du Sud en Nouvelle-Zélande,. Elle se rencontre sur le mont Adams.

## Description
Le mâle holotype mesure 5,21 mm.

## Systématique et taxinomie
Cette espèce a été décrite par Long, Vink et Paterson en 2025.

## Publication originale
- Long, Vink & Paterson, 2025 : « A new genus of jumping spiders (Araneae: Salticidae) inhabiting the South Island New Zealand rocky alpine zone. » New Zealand Journal of Zoology, vol. 52, no 5, p. 716-795.